# خواكين روبيو إي مونيوث
خواكين روبيو إي مونيوث (بالإسبانية: Joaquín Rubio y Muñoz)‏ هو عالم عملات ومحامي إسباني، ولد في 1788 في قادس في إسبانيا، وتوفي في 1874.